# Иван Катарджиев
Иван Катарджиев (на македонска литературна норма: Иван Катарџиев) е историк и общественик от Република Македония, академик на Македонската академия на науките и изкуствата.

## Биография
Иван Катарджиев е роден в село Плоски, България на 6 януари 1926 г. Завършва гимназия в Свети Врач, а по време на „културната автономия“ на Пиринска Македония през 1946 година е изпратен да учи история в Скопие. В 1948 година е сред 13-те студенти от Пиринска Македония в Скопие от общо 130 - 140, които подписват декларация против решенията на 16 пленум на ЦК на БРП (к), който на практика спира „културната автономия“.
Катарджиев остава да живее в Югославия. От януари 1950 г. става сътрудник на УДБА. През 1951 г. завършва история в Скопския университет. След кратко учителствуване от 1953 до 1967 г. е научен сътрудник в Института за национална история. Впоследствие заема различни ръководни постове: член на Изпълнителния комитет на СРМ (1967-1969), депутат в камарата на народите на Скупщината на Югославия (1969-1975), директор на Народната и университетска библиотека „Свети Климент Охридски“ в Скопие (1973-1978), съветник в Изпълнителния съвет на СРМ (1978-1987), председател на Матицата на изселниците от Македония (1987-1992). След независимостта остава член е на Социалдемократически съюз на Македония (СДСМ), и е смятан за идеолог на левицата при управлението на Бранко Цървенковски.
От 1987 г. е пенсионер, а от 2003 г. - академик на Македонската академия на науките и изкуствата.
Считан е за един от основоположниците на историческата наука в Югославска Македония. Специалист по въпросите за Вътрешната македоно-одринска революционна организация и революционните борби на македонците до Втората световна война.
В 2014 година е лустриран като агент на тайните служби на Югославия.
Умира на 1 декември 2018 година в Скопие.